# Oskar Leuer von Hinüber
Oskar Leuer von Hinüber (* 1892; † 1961) war ein deutscher Jurist und Autor rechtswissenschaftlicher Fachbücher.

## Leben
Oskar Leuer von Hinüber aus der Familie von Hinüber war Senatspräsident am Oberlandesgericht Celle. Er schrieb eine Reihe von juristischen Standardwerken in der NS-Zeit. Im Osten Deutschlands wurden seine Bücher nach dem Zweiten Weltkrieg ausgesondert. Im Westen erschien vieles von ihm nach 1945 in umgearbeiteter Fassung.

## Schriften
- Gesellschaftsrecht. Stuttgart: Kohlhammer (99.–101. Tausend) 1960.
- Strafverfahrensrecht und Strafvollstreckungsrecht unter Berücks. d. Führererlasses vom 21. 3. 1942 u. d. Verordngn vom 13. 8. 1942. Leipzig: Kohlhammer 1943.
- Strafrecht. 57 Fälle mit Lösungen. (15. – 19., durchges. u. erg. Aufl.) Stuttgart: Kohlhammer 1949.
- Neues Strafprozeßrecht. Leipzig: Schaeffer-Verl. C. L. Hirschfeld 1934.